# Penicillium albicans
Penicillium albicans är en svampart som beskrevs av Bainier 1907. Penicillium albicans ingår i släktet Penicillium och familjen Trichocomaceae.   Inga underarter finns listade i Catalogue of Life.